# Список альбомов № 1 в США (Billboard)
Список альбомов № 1 в США (Billboard 200) включает альбомы, возглавлявшие главный хит-парад Северной Америки каждую из 52 недель года, в котором учитываются наиболее продаваемые альбомы исполнителей США, как на физических носителях (лазерные диски, грампластинки, кассеты), так и в цифровом формате (mp3 и другие). Составляется еженедельно редакцией старейшего музыкального журнала США Billboard и поэтому называется Billboard 200 (Топ 200 журнала Billboard).

## История
24 марта 1945 года журнал Billboard опубликовал первый альбомный хит-парад. Первоначально (с середины 1950-х годов) данный хит-парад (чарт) назывался Top Pop Albums. Начиная с 13 мая 1967 год, он состоит из 200 позиций. С 1992 года сменил название на современное и называется Billboard 200. Данные подсчитываются еженедельно. С 25 мая 1991 года, список наиболее продаваемых альбомов составляется с помощью системы учёта Nielsen SoundScan, учитывающей информацию от примерно 14000 музыкальных ретейлеров (продавцов). 29 октября 2005 года для учёта цифровых загрузок (Digital downloads) с интернет-магазинов и ретейлеров появился отдельный цифровой чарт Digital Albums, данные с которого также включаются в объединённый основной хит-парад Billboard 200.
С декабря 2014 (начиная с чарта 13 декабря) снова изменилась методология подсчётов рейтинга Billboard 200 и введено понятие альбомных эквивалентных единиц. Теперь к обычным продажам дисков (Top Album Sales) добавился учёт цифровых интернет-заказов и проигрываний треков с альбома (on-demand streaming + digital track sales). Новый чарт Billboard 200 учитывает, что продажа каждых 10 цифровых треков с альбома эквивалентны продажи одного альбома, а 1500 проигрываемых песен (song streams) с альбома равны продажи одного альбома. Учитываются все крупнейшие радиоподписные радиослужбы (on-demand audio subscription services), например, такие как Spotify, Beats Music, Google Play и Xbox Music. Жанровые альбомные чарты (Country, R&B/Hip-Hop, etc.) по прежнему будут ориентироваться на истинные продажи альбомов (Top Album Sales).
C февраля 2021 года при подсчёте баллов начали учитывать стрим-потоки платформ Audiomack, Sonos Radio и Sonos Radio HD, теперь они входят в данные, которые используются в чартах Hot 100, Billboard 200, Artist 100 и Billboard Global 200, а также во всех других американских и глобальных чартах Billboard, которые включают потоковые данные.

### По числу недель на № 1
Среди лидеров по числу недель на № 1 хит-парада альбомов в США следующие диски:
- (54 недели) West Side Story — Soundtrack (1962—63)
- (37 недель) Thriller — Майкл Джексон (1983—84)
- (31 неделя) Calypso — Гарри Белафонте (1956—57)
- (31 неделя) South Pacific — Soundtrack (1958—59)
- (31 неделя) Rumours — Fleetwood Mac (1977—78)
- (24 недели) Saturday Night Fever — Bee Gees/Soundtrack (1978)
- (24 недели) Purple Rain — Prince and the Revolution (1984—85)
- (24 недели) 21 (альбом Адели) — Адель (2011—2012)
- (21 неделя) Please Hammer, Don’t Hurt ’Em — MC Hammer (1990)
- (20 недель) The Bodyguard — Уитни Хьюстон/Soundtrack (1992—93)
- (20 недель) Blue Hawaii — Элвис Пресли (1961—62)
- (19 недель) One Thing at a Time — Морган Уоллен (2023—24)[8]

#### XXI век
- (24 недели) 21 (альбом Адели) — Адель (2011—2012)
- (19 недель) One Thing at a Time — Морган Уоллен (2023—2024)
- (13 недель) The Tortured Poets Department' — Тейлор Свифт (2024)
- (13 недель) Frozen — Саундтрек (2014)[10]
- (12 недели) Views — Дрейк (2016)
- (11 недель) Fearless — Тейлор Свифт (2008—2009)
- (11 недель) 1989 — Тейлор Свифт (2014—2015)
- (10 недель) 25 — Адель (2015—2016)
- (9 недель) Confessions — Usher (2004)

### Альбомы по числу недель в Top-10
С начала в 1956 году регулярного учёта и публикации хит-парада лидируют семь саундтреков с участием нескольких исполнителей и записи коллективов актеров. Абсолютный рекорд в 173 недели принадлежит саундтреку мюзикла My Fair Lady. Рекордное число недель в Лучшей Десятке альбомов в рок-эру (начиная с 1963 года) провел саундтрек The Sound of Music к музыкальному фильму «Звуки музыки» с Джули Эндрюс в главной роли (экранизация одноимённого бродвейского мюзикла) (109 недель в Billboard Top-10 с мая 1965 по январь 1968). Рекорд среди солистов принадлежит кантри-певцу Моргану Уоллену и его альбому Dangerous: The Double Album (16 марта 2024 года он равен 138 неделям). В 2011—2012 годах альбом 21 певицы Адель провёл в верхней десятке Billboard 200 80 недель. Это рекордный результат среди певиц. Прежний рекорд (72 недели) имел альбом Jagged Little Pill певицы Аланис Мориссетт. Ниже указаны альбомы, пробывшие в десятке более одного года (52 недели).
- 173 — My Fair Lady (Original Cast; 1956—60; 15 недель на № 1)
- 138 — Морган Уоллен, Dangerous: The Double Album (2021—22; 10 недель на № 1)
- 109 — The Sound of Music (Саундтрек; 1965—67; 2 недели на № 1)
- 106 — West Side Story (Саундтрек; 1962—63)
- 105 — The Sound of Music (Original Cast; 1960)
- 90 — South Pacific (Саундтрек; 1958—59)
- 87 — Camelot (Original Cast; 1961)
- 87 — Oklahoma! (Саундтрек; 1956)
- 85 — Peter, Paul and Mary, Peter Paul and Mary (1962; 7w — на № 1)
- 84 — Брюс Спрингстин, Born In The USA (1984—86; 7w — на № 1)
- 84 — Адель, 21 (2011—12 и 2015; 24w — на № 1)[17]
- 78 — Майкл Джексон, Thriller (1982—84; 37w — на № 1)
- 78 — Def Leppard, Hysteria (1987—89; 6w — на № 1)
- 72 — Аланис Мориссетт, Jagged Little Pill (1995—97; 12w — на № 1)
- 71 — «Доктор Живаго» (саундтрек, Морис Жарр; 1966—67; 1w — на № 1)
- 64 — Пола Абдул, Forever Your Girl (1988—90; 10w — на № 1)
- 61 — Herb Alpert, Whipped Cream & Other Delights (1965—66; 8w — на № 1)
- 61 — Селин Дион, Falling Into You (1996—97; 3w — на № 1)
- 59 — Lionel Richie, Falling Into You (1983—84; 3w — на № 1)
- 55 — Hootie & The Blowfish, Cracked Rear View (1995—96; 8w — на № 1)
- 55 — Taylor Swift, 1989 (2014—2015 11w — на № 1)[18][19][20]
- 53 — Shania Twain, Come On Over (1997—2000; 2w — на № 2)
- 52 — Fleetwood Mac, Rumours (1977—78; 31w — на № 1)
- 52 — M.C. Hammer, Please Hammer, Don’t Hurt ’Em (1990—91; 21w — на № 1)
- 52 — Taylor Swift, Fearless (2008—2010; 11w — на № 1)
- 52 — Peter Frampton, Frampton Comes Alive! (1976—77; 10w — на № 1)
- 52 — Guns N Roses, Appetite For Destruction (1988—89; 5w — на № 1)
- 52 — Wilson Phillips, Wilson Phillips (1990—91; 10w — на № 2)

Учтены альбомы рок-эры (1963—2012), когда моно- и стерео-альбомы были объединёны в единый чарт. Источник:.

### Альбомы по числу недель в Billboard 200
Данные на 17 июля 2023 года.
| Недели | Альбом                          | Артист                          | Ссылка               |
| ------ | ------------------------------- | ------------------------------- | -------------------- |
| 981    | The Dark Side of the Moon       | Pink Floyd                      | [ 26 ]               |
| 790*   | Legend                          | Bob Marley and the Wailers      | [ 27 ]               |
| 769*   | Journey’s Greatest Hits         | Journey                         | [ 28 ]               |
| 719*   | Metallica                       | Metallica                       | [ 29 ]               |
| 649*   | Chronicle: The 20 Greatest Hits | Creedence Clearwater Revival    | [ 30 ]               |
| 639*   | Curtain Call: The Hits          | Эминем                          | [ 31 ]               |
| 632    | Greatest Hits                   | Guns N' Roses                   | [ 32 ]               |
| 631*   | Doo-Wops & Hooligans            | Бруно Марс                      | [ 33 ]               |
| 625*   | Nevermind                       | Nirvana                         | [ 34 ]               |
| 581*   | Thriller                        | Майкл Джексон                   | [ 35 ]               |
| 575*   | Back in Black                   | AC/DC                           | [ 36 ]               |
| 571*   | 21                              | Адель                           | [ 37 ]               |
| 558*   | Good Kid, M.A.A.D City          | Кендрик Ламар                   | [ 38 ]               |
| 550*   | Greatest Hits                   | Queen                           | [ 39 ]               |
| 540*   | Take Care                       | Дрейк                           | [ 40 ]               |
| 539    | 1                               | The Beatles                     | [ 41 ]               |
| 536*   | Rumours                         | Fleetwood Mac                   | [ 42 ]               |
| 531*   | Greatest Hits                   | Tom Petty and the Heartbreakers | [ 43 ]               |
| 491*   | Born to Die                     | Lana Del Rey                    | [ 44 ]               |
| 490†   | Johnny’s Greatest Hits          | Джонни Мэтис                    | [ 45 ] [ 46 ] [ 47 ] |
| 490*   | Abbey Road                      | The Beatles                     | [ 48 ]               |

* — альбом на 17 сентября 2022 года находился в чарте

† — суммирование с учётом Pre-Billboard 200 и Billboard 200

### Альбомы с тиражом более 1 млн в неделю в США
Источник:
- Адель — 25 — 3,378,000 копий; 26 ноября 2015
- ‘NSYNC — No Strings Attached — 2,416,000; 26 марта 2000
- Тейлор Свифт — 1989 — 1,287,000; 2 ноября 2014
- Тейлор Свифт — Red — 1,208,000; 28 октября 2012
- Lady Gaga — Born This Way — 1,108,000; 29 мая 2011
- Тейлор Свифт — Speak Now — 1,047,000; 31 октября 2010
- Lil Wayne — Tha Carter III — 1,006,000; 15 июня 2008
- 50 Cent — The Massacre — 1,141,000; 6 марта 2005
- Usher — Confessions — 1,096,000; 28 марта 2004
- Norah Jones — Feels Like Home — 1,022,000; 15 февраля 2004
- Eminem — The Eminem Show — 1,322,000; 2 июня 2002
- ‘NSYNC — Celebrity — 1,880,000; 29 июня 2001
- The Beatles — 1 — 1,259,000; 24 декабря 2000
- Backstreet Boys — Black & Blue — 1,591,000; 26 ноября 2000
- Limp Bizkit — Chocolate Starfish and the Hot Dog Flavored Water — 1,055,000; 22 октября 2000
- Eminem — The Marshall Mathers LP — 1,760,000; 28 мая 2000
- Britney Spears — Oops!…I Did It Again — 1,319,000; 21 мая 2000
- Backstreet Boys — Millennium — 1,134,000; 23 мая 1999
- Гарт Брукс — Double Live — 1,085,000; 22 ноября 1998
- Уитни Хьюстон/Soundtrack — The Bodyguard — 1,061,000; 3 января 1993

### Исполнители по числу альбомов в Top-10
Источник (с 24 марта 1956 года):
- The Rolling Stones (37)[50]
- Барбра Стрейзанд (34)[50]
- Фрэнк Синатра (33)[53]
- The Beatles (32)[50]
- Элвис Пресли (27)[50]
- Боб Дилан (23)[50]
- Мадонна (22)[50][54][55]
- Paul McCartney/Wings (21)[50] (включая 8 с Wings)[56]
- Брюс Спрингстин (21)[50][57]
- Джордж Стрейт (21)[50]
- Элтон Джон (20)[50]
- Принс (20)[50]
- Среди рок-групп: The Rolling Stones (37), The Beatles (32), Dave Matthews Band (16), Santana (16), Korn (14), Van Halen (14)[58].
- Среди рэперов: Jay-Z (16); Nas (16); Drake (15); Future (15); Eminem (12); Lil Wayn (12); YoungBoy Never Broke Again (12); Jeezy (11); Kanye West (11); Snoop Dogg (11)[59].
- Примечание. Музыкальный бренд Kidz Bop Kids[англ.] собрал 24 топ-10 альбома в 2005—2016 годах с серией подобранных для детей каверов на хит-синглы. Ранние альбомы франшизы исполнялись в основном анонимными студийными певцами, хотя более поздние выпуски были ориентированы на брендинговые имена[50].

### Исполнители по числу альбомов в Top-40
Источник (с 24 марта 1956 года):
- Frank Sinatra (58 top-40 альбомов)
- Elvis Presley (58)
- Barbra Streisand (54)
- Grateful Dead (54)
- Bob Dylan (51)
- The Rolling Stones (47)[62]
- The Beatles (41)[63][64]
- Elton John (40)[63]

### Исполнители по одновременному числу альбомов в Top-10
Источник:
- Prince (5) 2016[66][67]
- Тейлор Свифт (5) — 2023 (9 декабря — № 1, 3, 5, 6 и 10)[68]
- The Kingston Trio (4 за 5 недель подряд) 1959[69][70][71][72][73]
- Herb Alpert & the Tijuana Brass (4) 1966[74]
- Тейлор Свифт (4) — 2023 (22 июля — № 1, 5, 7 и 10)[75][76]
- Peter, Paul & Mary (3) 1963[77]
- Whitney Houston (3) 2012[65]
- Led Zeppelin (3) 2014[78]
- Тейлор Свифт (3) — 2023 (6 мая - №№ 3, 4 и 10)[79]

### Исполнители по одновременному числу альбомов в Top 200
При жизни только два исполнителя (The Beatles и Тейлор Свифт) имели по 10 и более альбомов в Топ-200 (у Принса, Хьюстон и Д.Боуи этот показатель был достигнут посмертно). Источник:
- Prince (19) 2016 (14 мая)[66][67]
- The Beatles (14) 2010 (4 декабря)[80]
- The Beatles (13) 2014 (1 марта)[82][83]
- Prince (13) 2016 (28 мая)[80]
- The Beatles (11) 2010 (9 января)[80]
- Тейлор Свифт (11) 5 раз в 2023 году, впервые 19 июля[84]
- Whitney Houston (10) 2012 (10 марта)[82][85]
- David Bowie (10) 2016 (30 января)[82]
- Prince (10) 2016 (21 мая)[80]
- Тейлор Свифт (10) 2023 (4 раза, начиная с 4 марта)[80][86][87], 2022[88]
- Led Zeppelin (9)[89]
- Тейлор Свифт (9) 2021—2023 (29 раз)[80]
- Eminem (8) 2013[90][91]
- Linkin Park (8) 2017[92]
- Chicago (7) 1974[93]
- The Monkees (7) 1986[94]
- Pearl Jam (7) 2001[95]
- Mac Miller (7) 2018[96]

### Исполнители по числу недель на первом месте
Число недель, которые провели альбомы исполнителя на позиции № 1 в хит-параде Billboard 200 (подсчёт с 17 августа 1963 года)
- 132 недели № 1 — The Beatles (в том числе Sgt. Pepper’s Lonely Hearts Club Band был 15 недель на № 1 в 1967)
- 86 недель № 1 — Тейлор Свифт (в том числе The Tortured Poets Department 17 недель в 2024 году, Fearless и 1989 каждый по 11 недель на № 1 в 2008-09 и 2014—15)[101][102][103]
- 67 недель № 1 — Элвис Пресли (в том числе саундтрек Blue Hawaii был 20 недель на № 1 с декабря 1961)
- 52 недели № 1 — Гарт Брукс (в том числе «Ropin’ the Wind» был 18 недель на № 1 в 1991-92)
- 51 неделя № 1 — Майкл Джексон (в том числе "Thriller " был 37 недель на № 1 в 1983-84)
- 46 недели № 1 — Уитни Хьюстон (в том числе саундтрек «The Bodyguard» был 20 недель на № 1 в 1992-93)
- 46 недели № 1 — The Kingston Trio (в том числе «The Kingston Trio at Large» был 15 недель на № 1 в 1959)
- 40 недели № 1 — Adele
- 39 недели № 1 — Элтон Джон
- 38 недели № 1 — Fleetwood Mac
- 38 недели № 1 — The Rolling Stones
- 37 недели № 1 — Harry Belafonte
- 37 недели № 1 — The Monkees
- 36 недель № 1 — Морган Уоллен
- 36 недель № 1 — Дрейк[104]
- 35 недели № 1 — Prince
- 35 недели № 1 — Eminem
- 30 недели № 1 — Mariah Carey
- 30 недели № 1 — Eagles
- 29 недели № 1 — Led Zeppelin
- 29 недели № 1 — Bruce Springsteen
- 27 недели № 1 — Drake
- 27 недели № 1 — Barbra Streisand
- 26 недели № 1 — Herb Alpert & the Tijuana Brass

### Исполнители по числу альбомов на первом месте (всего)
Источники: Billboard и другие (см. ниже)
- The Beatles (19 в 1964—2000)[105]
- Тейлор Свифт (14 в 2008—2024)[75][76][107][108]
- Jay-Z (14 в 1998—2017)[105][109][110]
- Брюс Спрингстин (11 в 1980—2014)[105][111]
- Барбра Стрейзанд (11 в 1964—2016, единственная кому удалось это делать 6 десятилетий подряд)[105]
- Дрейк (11 в 2010—2022)[112]
- Элвис Пресли (10 в 1956—2002)[105]
- Эминем (11 в 1999—2024)[105]
- Канье Уэст (10 в 2005—2021)[105][113]
- Гарт Брукс (9 в 1991—2013)[105]
- The Rolling Stones (9 в 1965—1981)[105]
- Мадонна (9 в 1985—2019)[55][114]
- Кенни Чесни (9 в 2002—2017, 2020)[115]
- U2 (8 в 1987—2017)[105]
- Джанет Джексон (7 в 1986—2015)[116]
- Элтон Джон (7, начиная с 1975)[105]
- Led Zeppelin (7 в 1969—2003)[105]
- Пол Маккартни/Wings (7 в 1970—1982)[105]
- Среди певиц: по 5 (Майли Сайрус, Селин Дион, Ариана Гранде, Алиша Кейс) и по 6 (Бейонсе, Мэрайя Кери, Леди Гага, Бритни Спирс)[117]

### Исполнители, чьи 2 альбома дебютировали на первом месте в течение 12 месяцев
Источники: Billboard
- по 2: The Beatles, One Direction, Jay Z, Justin Bieber, DMX, Kenny Chesney, Susan Boyle, System of a Down.

### Другие рекорды
Максимальное число синглов с одного альбома в чарте: Тейлор Свифт — Speak Now (14 синглов в Hot 100). Единственный альбом, все песни с которого вошли в чарт Hot 100
Наивысшее место в Billboard 200 среди всех саундтреков компьютерных игр в ноябре 2012 года занял альбом с музыкой к игре Halo 4 (№ 50). Предыдущий рекорд принадлежал альбому с музыкой к видеоигре Guitar Hero III: Legends of Rock — Companion Pack (№ 107 в 2007 году).
Десять самых удачных саундтреков среди мультфильмов в Billboard 200. В декабре 2013 года в Top-10 вошёл диск «Frozen» (тираж 56,000 копий), впервые после «Cars» (Тачки, Disney/Pixar), который в 2006 году достигал 6-го места. Из 10 таких дисков шесть произвела студия Диснея: «Aladdin» (№ 1 в 1993), «The Lion King» (10 недель на № 1 в 1994 и 1995), «Pocahontas» (№ 1 в 1995), «Tarzan» (№ 5 в 1999) and «Cars» (№ 6 в 2006). Ещё 4 мультсаундтрека из Top-10 выдали другие студии: «Pokemon: The First Movie» (№ 8 в 1999), «Shrek 2» (№ 8 в 2004), «Curious George» (Джек Джонсон, № 1 в 2006) и «Space Jam» (№ 2 в 1997). С 1991 года (эра SoundScan) наибольшее число недель в Billboard 200 среди саундтреков лидировали (26 февраля 2014): «Frozen», «Titanic» (16 недель в 1998), «Waiting to Exhale» (5 недель в 1996), «The Lion King» (10 недель в 1994 и 1995) и «The Bodyguard» (20 недель в 1992 и 1993). Абсолютный рекорд принадлежит саундтреку «West Side Story», пробывшему 54 недели на № 1 в США в 1962 и 1963.
С 2001 года наибольшее число недель в Списке саундтреков в США (Top soundtracks) среди мультфильмов лидировали (23 марта 2014): Frozen (16 недель на № 1), Alvin &the chipmuks the squeakuel (9 недель № 1), Shreck 2 (6 недель № 1), Lilo&Sticht (6 недель № 1), Alvin& the Chipmunks (5 недель № 1).
Наибольшее число альбомов артиста с более чем 100 неделями пребывания в Billboard 200: 8 — Тейлор Свифт (27 июня 2022 года восьмым стал Folklore), 7 — Эминем.

## 1950-е годы
1950
1951
1952
1953
1954
1955
1956
1957
1958
1959

## 1960-е годы
1960
1961
1962
1963
1964
1965
1966
1967
1968
1969

## 1970-е годы
1970
1971
1972
1973
1974
1975
1976
1977
1978
1979

## 1980-е годы
1980
1981
1982
1983
1984
1985
1986
1987
1988
1989

## 1990-е годы
1990
1991
1992
1993
1994
1995
1996
1997
1998
1999

## 2000-е годы
2000
2001
2002
2003
2004
2005
2006
2007
2008
2009

## 2010-е годы
2010
2011
2012
2013
2014
2015
2016
2017
2018
2019

## 2020-е годы
2020
2021
2022
2023
2024